# 宮田直樹 (俳優)
宮田 直樹（みやた なおき、1989年〈平成元年〉1月13日 - ）は、日本の俳優である。埼玉県北足立郡伊奈町出身。身長178cm。アンフィニー所属。

## 出演作品

### テレビドラマ
- あした吹く風（BS-i、2002年） - マサオ役
- 池袋ウエストゲートパーク スープの回（TBS、2003年） - new G-boys役
- 怨み屋本舗第4話（テレビ東京、2006年） - 松本ヒデオ役
- 花ざかりの君たちへ〜イケメン♂パラダイス〜（フジテレビ、2007年）西院司役

### バラエティ
- 名前で呼ぶなって! 30話〜（2007年11月〜 tvk・チバテレビ・三重テレビ・KBS京都）レギュラー

### CM
- アサヒ飲料「三ツ矢サイダー」
- SoftBank 〜白戸家「三年犬組」篇〜 クラスメート役（2008年1月 - ）